# Orchestre Stukas
Stukas (también conocidos como los Stukas Boys, eStukas o les Stukas du Zaire) es un grupo musical congoleño. Está basado en Kinshasa. En la cúspide de su popularidad, Stukas es liderado por el cantante y showman Lita Bembo.

## Historia
Stukas fue fundado por Lomingo Alida en 1968. Desde los primeros años de la banda, cuando Stukas tocaron principalmente covers de James Brown, dos miembros de su personal surgieron como los más talentosos: el cantante Gaby Lita Bembo (quien supuestamente "prendió fuego a la audiencia" con sus bailes en el escenario) y el guitarrista Samunga Tediangaye, apodado "el profesor". El aclamado guitarrista Dodoly (apodado "la máquina de coser" por sus solos de alta velocidad) comenzó su carrera en Stukas antes de su exitosa experiencia en Anti Choc de Bozi Boziana. 
Mientras grandes bandas como Zaïko Langa Langa, Bella Bella u OK Jazz competían entre sí por los favores de la juventud de Kinshasa, Stukas tocó deliberadamente en las afueras, para la gente de los suburbios, que apenas podían permitirse el lujo de ir a los lugares del centro. para ver espectáculos musicales. En la década de 1970 ya tenían un número relativamente grande de seguidores, por lo que fueron invitados por el canal de televisión La Voix du Zaire para tocar en sus shows. Se hicieron tan populares que las autoridades zaireñas finalmente presionaron a Voix du Zaire para que dejara que los Stukas aparecieran en la televisión a diario, porque sus programas ayudaron a "mantener a los niños fuera de las calles". Los Stukas también se convirtieron en la mejor banda del club "Parafifi", uno de los lugares más importantes de Kinshasa.
En 1974, Stukas fue invitado a tocar en Zaire '74, un gran evento musical que debía presentar el llamado Rumble in the Jungle, es decir, el combate de boxeo entre Muhammad Ali y George Foreman. En Zaire '74, los Stukas tuvieron la oportunidad de jugar junto a estrellas internacionales como Miriam Makeba, Manu Dibango, BB King e incluso su James Brown favorito. Como consecuencia de la muy apreciada actuación de los Stukas en el evento, Lita Bembo fue aclamada como la mejor artista congoleña de 1974 en una encuesta de lectores del popular periódico congoleño Salongo.
Desde 1977, Stukas experimentó varios cambios de personal. Algunos de sus miembros fueron invitados a tocar por grandes bandas soukous como Yoka Lokole y Orchester Anti-Choc de Bozi Boziana. Lita Bembo finalmente se fue para mudarse a Bruxelles, donde comenzó una nueva carrera como productor e ingeniero de sonido. Los Stukas grabaron al menos un álbum sin Lita Bembo, llamado Ballade a Libreville. Lita Bembo también grabó algunos álbumes en solitario mientras estaba en Europa, a mediados de la década de 1980. 

## Discografía parcial

### Gaby Lita Bembo & Stukas
- Kita Mata ABC [4]

### Stukas sin Gaby Lita Bembo
- Balade a Libreville [3]

### Álbumes solistas de Gaby Lita Bembo
- Conflit [3]
- Nouveau Rhythme Saccade